# جيرهارد شتريتماتر
جيرهارد شتريتماتر (بالألمانية: Gerhard Strittmatter)‏ (و. 1961  م) هو راكب دراجة هوائية ألماني، ولد في بوبلينغين.

## روابط خارجية
- جيرهارد شتريتماتر على موقع أرشيف الدراجات (الإنجليزية)
- جيرهارد شتريتماتر على موقع إحصائيات الدراجات الإحترافية (الإنجليزية)